# 広島テレビニュース・プラス1サタデー/サンデー
『広島テレビニュースプラス1サタデー』（ひろしまテレビニュースプラスワンサタデー）と『広島テレビニュースプラス1サンデー』（ひろしまテレビニュースプラスワンサンデー）は、1991年4月6日から2006年4月1日まで広島テレビで放送された週末夕方のニュース番組である。

## 概要
1991年4月6日に前番組『広島テレビニュース』が枠移動・拡大する形で土曜版がスタートし、日曜版は新たに枠を確保してスタートした。なお、放送開始は日曜がやや先行していた。
番組は広島県内のニュースや天気予報などを伝えていた。その後、『NNNニュースプラス1』までの間に別番組が入っていた。日曜版は『笑点』が間に入るほか、全国ニュースが『NNN日曜夕刊』だったために完全に別番組扱いだった。全国ニュースでも『NNNニュースプラス1サタデー・サンデー』があったが、『プラス1サタデー・サンデー』という名は全国ニュースよりも先に広島テレビが使用していた。
現在、広島テレビは土曜夕方のニュースを『NNN Newsリアルタイム』というタイトルで放送し、広島県内のニュースと天気予報を伝えている。天気予報については18:25 - 18:30 (JST) に『ヤン坊マー坊天気予報』でも行われている。

## 放送時間・放送期間
いずれもJST。

### 土曜日
- 土曜日 18:00 - 18:30 （1991年4月6日 - 2006年4月1日）

### 日曜日
- 日曜日 17:00 - 17:15 （1991年4月7日 - 1996年3月31日）
- 日曜日 18:00 - 18:30 （1996年4月7日 - 2000年9月24日）

## 出演者
- 木村隆司（当時広島テレビアナウンサー）と女性フリーパーソナリティの2名。

| 広島テレビ (NNN) 土曜夕方の広島テレビニュース | 広島テレビ (NNN) 土曜夕方の広島テレビニュース | 広島テレビ (NNN) 土曜夕方の広島テレビニュース |
| 前番組                                        | 番組名                                        | 次番組                                        |
| --------------------------------------------- | --------------------------------------------- | --------------------------------------------- |
| 広島テレビニュース                            | NNN広島テレビニュースプラス1サタデー          | 広島テレビNewsリアルタイム                    |
| 広島テレビ (NNN) 日曜夕方の広島テレビニュース |                                               |                                               |
| 広島テレビニュース                            | NNN広島テレビニュースプラス1サンデー          | THE独占サンデー （広島ローカルパート）        |